# Bianca Cugno
Bianca Cugno, född 22 april 2003 i Devoto, Argentina är en volleybollspelare (högerspiker). Mercado spelar med Argentinas landslag samt klubblaget Saint-Cloud Paris Stade Français i Frankrike. 
Cugno började spela med Sociedad Sportiva de Devoto i hemstaden. Hon började spela med Club Universitario de Córdoba 2018. Därpå följde spel i andra argentinska klubbar i rask takt (Estudiantes de La Plata 2019, CA Boca Juniors 2020) innan hon 2021 flyttade till Frankrike för spel med Béziers Volley. Hon gick över till Saint-Cloud Paris Stade Français.
Hon spelade med juniorlandslagen och vann guld med dem vid Sydamerikanska U16-mästerskapen 2017 och Sydamerikanska U18-mästerskapen 2018. Vid bägge turneringarna blev hon utsedd till mest värdefulla spelare. Hon har vunnit Panamerikanska cupen två gånger med seniorlandslaget.